# Sottotitolo

Un esempio di sottotitolazione in lingua inglese

Il sottotitolo (o sottotitolatura) è un testo in didascalia contenuto in finestre di dialogo che possono essere inserite in sovraimpressione in film e programmi televisivi. Il processo di preparazione dei sottotitoli prende il nome di sottotitolazione.
Visualizzato solitamente nella parte inferiore dello schermo, può contenere la traduzione scritta di un dialogo in lingua straniera oppure essere semplicemente esplicativo del contenuto visuale. Il suo scopo è quello di favorire gli spettatori sordi o non in grado di comprendere la lingua originale del programma.

## Utilizzo dei sottotitoli

Il simbolo di pubblico dominio CC (Closed Captioning), creato dall'emittente statunitense WGBH, indica la presenza di sottotitoli

1. Chiarire il senso o la cronologia delle scene; in questo senso la scritta fa parte integrante del programma e non è propriamente un'aggiunta fatta a posteriori. In termini di linguaggio televisivo, si può parlare più appropriatamente di scritte over.
2. Tradurre in una lingua diversa da quella della colonna sonora, eventualmente in maniera sintetica, il dialogo tra i protagonisti del film in modo da rendere comprensibile la pellicola anche a chi non è in grado di comprendere la lingua originale;
3. Tradurre alcune scritte o cartelli che talvolta possono comparire, in lingua originale, anche se il film è doppiato;
4. Consentire ai sordi la comprensione delle immagini.
5. Rendere maggiormente comprensibile il contenuto dei dialoghi qualora l'audio di sottofondo presenti fattori di disturbo, come forti rumori, bassa qualità degli strumenti di registrazione (come microcamere e microfoni nascosti) ed effetti che alterano le voci (prevalentemente per motivi di sicurezza, quando la voce di colui che parla potrebbe permettere allo spettatore di risalire alla sua identità).

## Traduzione
I sottotitoli possono essere utilizzati anche per tradurre un dialogo da una lingua straniera a quella dello spettatore, essendo il metodo più rapido ed economico per tradurre contenuti video, mantenendo la possibilità di apprezzare appieno la recitazione degli attori, cosa non sempre possibile nel doppiaggio.
La traduzione dei sottotitoli varia molto dalla traduzione di un testo scritto, spesso in un sottotitolo viene favorito il contenuto a discapito delle sfumature e della forma, il sottotitolatore spesso interpreta il significato piuttosto che tradurre con completezza le battute degli attori.

Questa ricerca della sintesi crea notevoli diversità dalle battute originali e non viene apprezzata da molti spettatori.
Per ovviare al problema dell'aderenza all'originale o a quello dell'impossibilità di reperire contenuti nel proprio paese nasce il fenomeno del fansub.

## Altri significati
In editoria e nell'ambito della distribuzione cinematografica, il sottotitolo è la scritta sotto il titolo (del libro o del film), generalmente più piccola, al fine di meglio descrivere il titolo stesso o fornire ulteriori informazioni sulla trama dell'opera (letteraria o cinematografica).
In bibliografia il sottotitolo è il titolo secondario di un'opera, aggiunto al titolo principale con funzione esplicativa o limitativa. Non va confuso col titolo alternativo.

## In Italia
In Italia la prima trasmissione televisiva con i sottotitoli aggregati ad una specifica pagina del Televideo, la 777, fu il film di Alfred Hitchcock La finestra sul cortile, andato in onda il 5 maggio 1986 su Rai 1.

## Mondo
I numeri dei teletext per dei sottotitoli per sordi.
- Austria 777
- Belgio 888
- Croazia 888
- Rep. Ceca 888
- Danimarca 399
- Finlandia 333-334-335-336
- Francia 888
- Germania 149-150-160-777
- Grecia 888
- Italia 774-775-776-777
- Irlanda 888
- Norvegia 222-777
- Paesi Bassi 888
- Polonia 777-778-779
- Portogallo 888
- Regno Unito 888
- Stati Uniti 888
- Slovacchia 777
- Slovenia 771-772
- Spagna 888
- Svezia 199-299-793-794-795-890
- Svizzera 777[9]
- Ungheria 199-334-444-777